# رابعه مدنی
رابعه مدنی (زاده ۱ دی ۱۳۲۰) بازیگر سینما و تلویزیون ایران است. امیرشهاب رضویان کارگردان سینما پسر اوست.

## زندگی‌نامه
وی دانش‌آموختهٔ رشتهٔ مربیگری کودک و بازنشستهٔ آموزش و پرورش است و فعالیت سینمایی خود را از سال ۱۳۸۰ با فیلم سفر مردان خاکستری آغاز کرد.

## آثار

### سینما
- بی‌بدن (۱۴۰۲)
- شکار حلزون (۱۴۰۲)
- خانه دیگری (۱۳۹۵)
- سمفونی تولد (۱۳۹۵)
- سفر پرماجرا (۱۳۹۴)
- قیچی (۱۳۹۴)
- ارغوان (۱۳۹۳)
- ارسال یک آگهی تسلیت برای روزنامه (۱۳۹۲)
- انارهای نارس (۱۳۹۲)
- برف (۱۳۹۲)
- دو ساعت بعد مهرآباد (۱۳۹۲)
- بوسیدن روی ماه (۱۳۹۰)
- مینای شهر خاموش (۱۳۸۵)
- تهران ساعت ۷ صبح (۱۳۸۱)
- سفر مردان خاکستری (۱۳۸۰)

### تلویزیون
- وضعیت سفید (۱۳۹۰) - شبکه ۳
- خانه اجاره ای (۱۳۹۰) - شبکه ۳
- پایتخت ۲ (۱۳۹۱) - شبکه ۱
- داوران (۱۳۹۲) - شبکه ۲
- مدینه (۱۳۹۳) - شبکه ۱
- تعبیر وارونه یک رؤیا (۱۳۹۴) - شبکه ۱
- دیوار شیشه ای بازیگران در یک اپیزود (۱۳۹۶)
- هیئت مدیره (۱۳۹۶) - شبکه ۵
- سر دلبران (۱۳۹۷) - شبکه ۱
- آچمز (۱۳۹۸) - شبکه ۳
- از سرنوشت ۴ (۱۴۰۱) - شبکه ۲
- خوشنام (۱۴۰۱) - شبکه ۱
- آخرین دیدار (۱۴۰۳) - شبکه ۲
- یزدان[۷] (۱۴۰۳) - شبکه ۳

### فیلم تلویزیونی
- تابستان عزیز (۱۳۸۸) - شبکه ۱
- سبز به رنگ زمرد (۱۳۹۳) - محصول مرکز سیما فیلم
- سلام مامان (۱۳۹۳) - شبکه ۲

### شبکه نمایش خانگی
- رهایم کن (۱۴۰۲-۱۴۰۱) شبکه نمایش خانگی
- مانکن (۱۳۹۸) - شبکه نمایش خانگی
- بی بدن (۱۴۰۲) شبکه نمایش خانگی

### مصاحبه تلویزیونی
- خندوانه
- اختیاریه (رمضان ۱۳۹۸)